# Wesley Matthews
Pour les articles homonymes, voir Matthews.
Wesley Joel "Wes" Matthews, Jr. , né le 14 octobre 1986 à San Antonio dans le Texas, est un joueur américain de basket-ball. Il mesure 1,93 m, et évolue au poste d'arrière voire d'ailier.

## Biographie
Il joue quatre saisons dans l'équipe universitaire des Golden Eagles de Marquette puis il se présente ensuite à la draft 2009 de la NBA mais n'est pas sélectionné.
Le 25 septembre 2009, il signe un contrat en tant qu'agent libre avec le Jazz de l'Utah.
Après une bonne première saison où il réussit à intégrer le cinq de départ à partir du mois de février, il signe un contrat de 34 millions de dollars sur 5 ans avec les Trail Blazers de Portland le 10 juillet 2010.
Le 5 mars 2015, lors de la réception des Mavericks de Dallas, il se rompt le tendon d'Achille gauche.
Le 3 juillet 2015, il donne un accord verbal pour signer aux Mavericks de Dallas. Le 8 juillet, à la suite du désistement de DeAndre Jordan qui ne rejoint finalement pas les Mavericks, Matthews confirme qu'il signe à Dallas le lendemain, date de l'officialisation des signatures. Son contrat porte sur 4 années et s'élève à 70 millions de dollars. Ce montant, qui peut paraître élevé au vu de la qualité du joueur (il est certes un bon joueur mais n'a pas atteint le statut all-star), est notamment due à la future explosion du salary  cap prévue pour 2017. Celui ci va en effet  beaucoup augmenter, ce qui permettra aux franchises une plus grande marge financière pour leurs joueurs.
Le 31 janvier 2019, il est envoyé aux Knicks de New York avec DeAndre Jordan et Dennis Smith Jr. contre Kristaps Porziņģis, Tim Hardaway Jr., Courtney Lee et Trey Burke.
Le 7 février 2019, il négocie son buyout avec les Knicks de New York, et signe avec les Pacers de l'Indiana.
Le 1er juillet 2019, il signe avec les Bucks de Milwaukee, faisant son retour dans le Wisconsin, où il avait effectué ses cursus au lycée et à l'université.
Le 20 novembre 2020, agent libre, il signe avec les Lakers de Los Angeles, champions en titre, pour 3,6 millions de dollars pour un an.
Le 4 décembre 2021, agent libre, il revient aux Bucks de Milwaukee, champions en titre, avec lesquels il s'engage pour un an.
En juillet 2023, il s'engage aux Hawks d'Atlanta,.

## Statistiques

### Universitaires
| Année     | Équipe    | Matches | Titul. | Min./m. | %tir | %3pts | %l-f | rbds/m. | pass/m. | int/m. | ctr/m. | pts/m. |
| --------- | --------- | ------- | ------ | ------- | ---- | ----- | ---- | ------- | ------- | ------ | ------ | ------ |
| 2005-2006 | Marquette | 23      | 13     | 24,9    | 39,9 | 43,8  | 78,7 | 4,04    | 2,22    | 1,26   | 0,22   | 9,00   |
| 2006-2007 | Marquette | 34      | 34     | 31,2    | 43,8 | 28,7  | 77,0 | 5,26    | 2,21    | 1,44   | 0,15   | 12,65  |
| 2007-2008 | Marquette | 34      | 34     | 29,0    | 43,2 | 31,8  | 80,1 | 4,50    | 1,65    | 0,94   | 0,29   | 11,35  |
| 2008-2009 | Marquette | 35      | 35     | 34,0    | 47,5 | 36,8  | 82,9 | 5,74    | 2,46    | 1,23   | 0,51   | 18,31  |
| Total     | Total     | 126     | 116    | 30,2    | 44,4 | 34,2  | 80,2 | 4,97    | 2,13    | 1,21   | 0,30   | 13,21  |

### Professionnelles

#### Saison régulière
Statistiques en match en saison régulière de Wesley Matthews 
| Saison    | Équipe      | Matchs | Titul. | Min./m | % Tir | % 3pts | % LF | Rbds/m. | Pass/m. | Int/m. | Ctr/m. | Pts/m. |
| --------- | ----------- | ------ | ------ | ------ | ----- | ------ | ---- | ------- | ------- | ------ | ------ | ------ |
| 2009-2010 | Utah        | 82     | 48     | 24,7   | 48,3  | 38,2   | 82,9 | 2,33    | 1,51    | 0,78   | 0,18   | 9,38   |
| 2010-2011 | Portland    | 82     | 69     | 33,6   | 44,9  | 40,7   | 84,4 | 3,15    | 2,00    | 1,24   | 0,11   | 15,85  |
| 2011-2012 | Portland    | 66     | 53     | 33,8   | 41,2  | 38,3   | 86,0 | 3,39    | 1,71    | 1,45   | 0,23   | 13,70  |
| 2012-2013 | Portland    | 69     | 69     | 34,8   | 43,6  | 39,8   | 79,7 | 2,77    | 2,52    | 1,30   | 0,26   | 14,81  |
| 2013-2014 | Portland    | 82     | 82     | 33,9   | 44,1  | 39,3   | 83,7 | 3,52    | 2,40    | 0,93   | 0,17   | 16,38  |
| 2014-2015 | Portland    | 60     | 60     | 33,7   | 44,8  | 38,9   | 75,2 | 3,70    | 2,32    | 1,28   | 0,17   | 15,93  |
| 2015-2016 | Dallas      | 78     | 78     | 33,9   | 38,8  | 36,0   | 86,3 | 3,10    | 1,90    | 1,00   | 0,20   | 12,50  |
| 2016-2017 | Dallas      | 73     | 73     | 34,2   | 39,3  | 36,3   | 81,6 | 3,60    | 2,90    | 1,10   | 0,20   | 13,50  |
| 2017-2018 | Dallas      | 63     | 63     | 33,8   | 40,6  | 38,1   | 82,2 | 3,14    | 2,73    | 1,21   | 0,25   | 12,73  |
| 2018-2019 | Dallas      | 44     | 44     | 29,8   | 41,4  | 38,0   | 79,1 | 2,32    | 2,27    | 0,75   | 0,27   | 13,07  |
| 2018-2019 | New York    | 2      | 1      | 26,9   | 21,1  | 20,0   | 80,0 | 1,50    | 2,50    | 0,50   | 0,50   | 7,00   |
| 2018-2019 | Indiana     | 17     | 17     | 32,8   | 39,1  | 37,3   | 86,7 | 3,24    | 2,29    | 0,88   | 0,18   | 11,94  |
| 2019-2020 | Milwaukee   | 67     | 67     | 24,4   | 39,6  | 36,4   | 76,5 | 2,58    | 1,47    | 0,60   | 0,15   | 7,40   |
| 2020-2021 | L.A. Lakers | 58     | 10     | 19,5   | 35,3  | 33,5   | 85,4 | 1,60    | 0,90    | 0,70   | 0,30   | 4,80   |
| 2021-2022 | Milwaukee   | 49     | 14     | 20,4   | 39,5  | 33,8   | 78,6 | 1,90    | 0,70    | 0,50   | 0,20   | 5,10   |
| Total     | Total       | 898    | 753    | 30,5   | 42,1  | 37,7   | 82,4 | 2,90    | 2,00    | 1,00   | 0,20   | 12,20  |

Mise à jour le 30 mai 2022

#### Playoffs
| Saison | Équipe      | Matchs | Titul. | Min./m | % Tir | % 3pts | % LF  | Rbds/m. | Pass/m. | Int/m. | Ctr/m. | Pts/m. |
| ------ | ----------- | ------ | ------ | ------ | ----- | ------ | ----- | ------- | ------- | ------ | ------ | ------ |
| 2010   | Utah        | 10     | 10     | 37,1   | 38,6  | 35,7   | 81,2  | 4,40    | 1,70    | 1,80   | 0,50   | 13,20  |
| 2011   | Portland    | 6      | 6      | 33,7   | 47,4  | 38,1   | 84,2  | 1,17    | 1,00    | 0,67   | 0,17   | 13,00  |
| 2014   | Portland    | 11     | 11     | 38,7   | 41,2  | 32,4   | 81,2  | 3,82    | 1,27    | 1,27   | 0,45   | 14,55  |
| 2016   | Dallas      | 5      | 5      | 34,7   | 33,3  | 28,6   | 78,9  | 3,60    | 1,20    | 1,20   | 0,00   | 13,00  |
| 2019   | Indiana     | 4      | 4      | 29,8   | 30,0  | 33,3   | 100,0 | 2,50    | 2,00    | 0,80   | 0,30   | 7,00   |
| 2020   | Milwaukee   | 10     | 10     | 24,6   | 42,1  | 39,5   | 70,0  | 1,80    | 0,90    | 0,90   | 0,40   | 7,20   |
| 2021   | L.A. Lakers | 6      | 1      | 18,3   | 30,3  | 28,0   | 100,0 | 1,70    | 0,30    | 0,30   | 0,00   | 5,50   |
| 2022   | Milwaukee   | 12     | 12     | 28,7   | 39,1  | 40,0   | 66,7  | 3,10    | 1,20    | 0,80   | 0,30   | 6,20   |
| Total  | Total       | 64     | 59     | 31,1   | 39,0  | 34,7   | 80,8  | 2,90    | 1,20    | 1,00   | 0,30   | 10,00  |

## Records sur une rencontre en NBA
Les records personnels de Wesley Matthews en NBA sont les suivants, :
| Type de statistique        | Saison régulière | Saison régulière         | Saison régulière  | Playoffs | Playoffs             | Playoffs      |
| Type de statistique        | Record           | Adversaire               | Date              | Record   | Adversaire           | Date          |
| -------------------------- | ---------------- | ------------------------ | ----------------- | -------- | -------------------- | ------------- |
| Points                     | 36               | 2 fois                   | 2 fois            | 27       | @ Rockets de Houston | 30 avril 2014 |
| Paniers marqués            | 12               | 3 fois                   | 3 fois            | 9        | @ Rockets de Houston | 30 avril 2014 |
| Paniers tentés             | 25               | @ Rockets de Houston     | 30 octobre 2016   | 18       | @ Rockets de Houston | 30 avril 2014 |
| Paniers à 3 points réussis | 10               | @ Wizards de Washington  | 6 décembre 2015   | 5        | @ Rockets de Houston | 30 avril 2014 |
| Paniers à 3 points tentés  | 17               | @ Wizards de Washington  | 6 décembre 2015   | 10       | Spurs de San Antonio | 10 mai 2014   |
| Lancers francs réussis     | 12               | @ Rockets de Houston     | 9 mars 2014       | 13       | Nuggets de Denver    | 30 avril 2010 |
| Lancers francs tentés      | 13               | 2 fois                   | 2 fois            | 15       | Nuggets de Denver    | 30 avril 2010 |
| Rebonds offensifs          | 4                | @ Hornets de Charlotte   | 1er mars 2020     | 4        | Suns de Phoenix      | 3 juin 2021   |
| Rebonds défensifs          | 11               | @ Nuggets de Denver      | 1er novembre 2013 | 6        | 4 fois               | 4 fois        |
| Rebonds totaux             | 12               | @ Nuggets de Denver      | 1er novembre 2013 | 8        | Spurs de San Antonio | 12 mai 2014   |
| Passes décisives           | 10               | @ Cavaliers de Cleveland | 1er décembre 2012 | 5        | @ Celtics de Boston  | 17 avril 2019 |
| Interceptions              | 5                | 3 fois                   | 3 fois            | 4        | 2 fois               | 2 fois        |
| Contres                    | 4                | @ Bucks de Milwaukee     | 21 janvier 2019   | 3        | @ Rockets de Houston | 30 avril 2014 |
| Balles perdues             | 6                | Suns de Phoenix          | 14 avril 2010     | 4        | @ Rockets de Houston | 20 avril 2014 |
| Minutes jouées             | 50               | @ Spurs de San Antonio   | 19 décembre 2014  | 42       | @ Rockets de Houston | 20 avril 2014 |

- Double-double : 3
- Triple-double : 0

Dernière mise à jour : 17 août 2022

## Pour approfondir
- Liste des meilleurs marqueurs à trois points en NBA en carrière.